# Fujitsu iPAD
Das Fujitsu iPAD ist ein portables Datenerfassungsgerät der Firma Fujitsu aus dem Jahr 2002. Es wird mit dem Microsoft-Betriebssystem CE.NET betrieben und kommuniziert per WLAN mit der Unternehmens-EDV.
Das Fujitsu dient als Terminal zur mobilen Lagerhaltung und eignet sich auch als mobiles Kreditkartenterminal.
Als Apple Computer im Januar 2010 seinen Tablet-Computer iPad vorstellte, kam es zwischen Fujitsu und Apple wegen der Namensgleichheit zur Kontroverse. Dies führte schließlich dazu, dass Apple die Namensrechte von Fujitsu erwarb. Analysten spekulierten, dass Apple am 17. März 2010 für die Markenrechte an Fujitsu über vier Millionen US-Dollar bezahlte.